# Carl Geyling

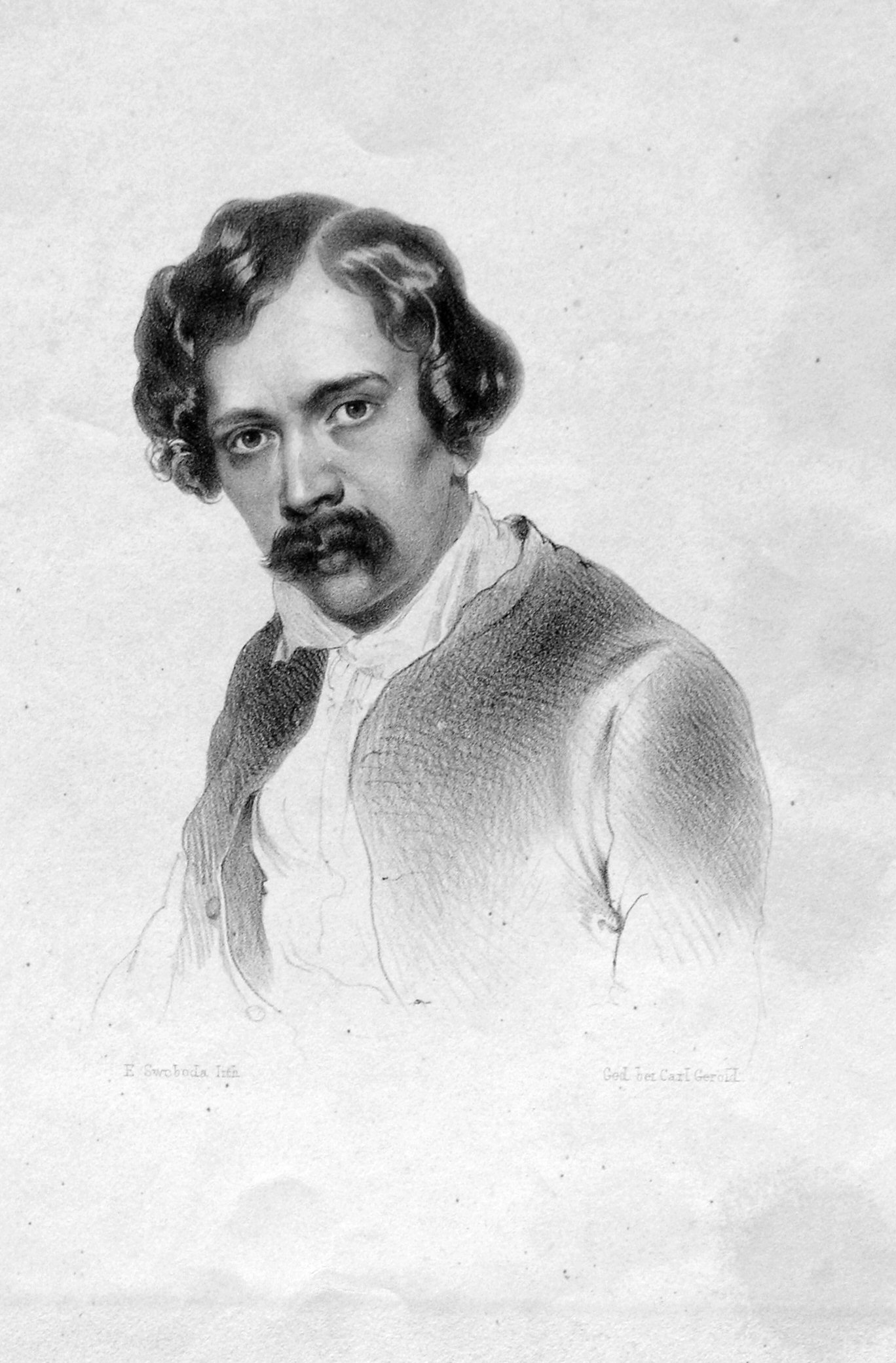
Carl Geyling (Lithographie von E. Swoboda, ca. 1840)

Franz Carl Michael Geyling (* 23. Februar 1814 in Mariahilf; † 1. Jänner 1880 in Wien) war ein österreichischer Glas- und Landschaftsmaler. Er war der Begründer der bekannten Glasmalereifirma Carl Geyling’s Erben und war k.k. Hofglasmaler.

## Biografie
Carl Geyling war der Sohn des Hofdekorationsmalers Andreas Geyling und dessen zweiter Frau Barbara Laimer. Sein älterer Bruder war der Maler Josef Geyling. Carl studierte an der Akademie der bildenden Künste Wien und war zunächst als Landschaftsmaler tätig. Im Jahr 1839 reiste er nach Italien, um die dortige Kirchenmalerei kennenzulernen.
Nach seiner Rückkehr erhielt Geyling den Auftrag, im Schloss Laxenburg Scheiben älterer Glastüren durch neue Landschaften auf Glas zu ersetzen. Deswegen begann er, sich mit der Glasmalerei auseinanderzusetzen und unternahm zahlreiche Versuche in einer Technik, die zu diesem Zeitpunkt bereits halb in Vergessenheit geraten war. Aus dieser Beschäftigung entstand 1841 im späteren Geylinghaus in der Windmühlgasse 28 die Glasmalereifirma Geyling, die über die Grenzen Österreichs hinweg Bekanntheit erlangte. Für die Erzeugung von Mousselin- und Spitzenglas erhielt Geyling 1843 eine Medaille. In der Folge schuf er zahlreiche Glasfenster in Kirchen und öffentlichen Gebäuden. Ein Freund und Mitarbeiter Geylings war der Maler Franz Josef Dobiaschofsky, der im selben Haus wohnte.
Carl Geyling wurde auf dem Ober Sankt Veiter Friedhof bestattet.
Im Jahr 1907 ehrte die Stadt Wien sein Werk durch die Vergabe des Namens Geylinggasse in Wien-Hietzing. Ein Teil seines Nachlasses ist im Glasmuseum Mariahilf ausgestellt.

## Werke (Auswahl)
- Donaugegend. 1834, Öl

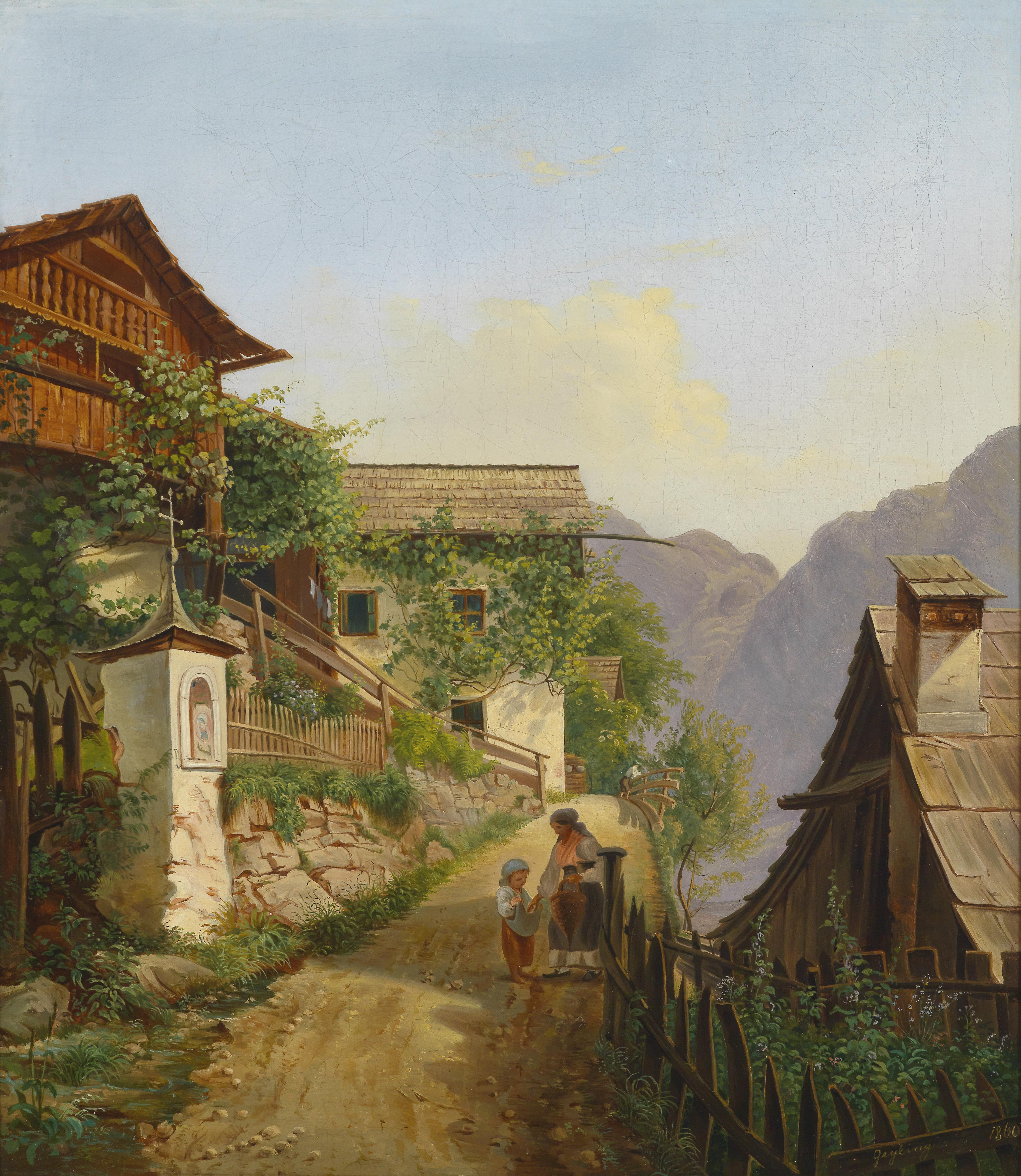
Motiv aus Hallstatt (1840, Privatbesitz)

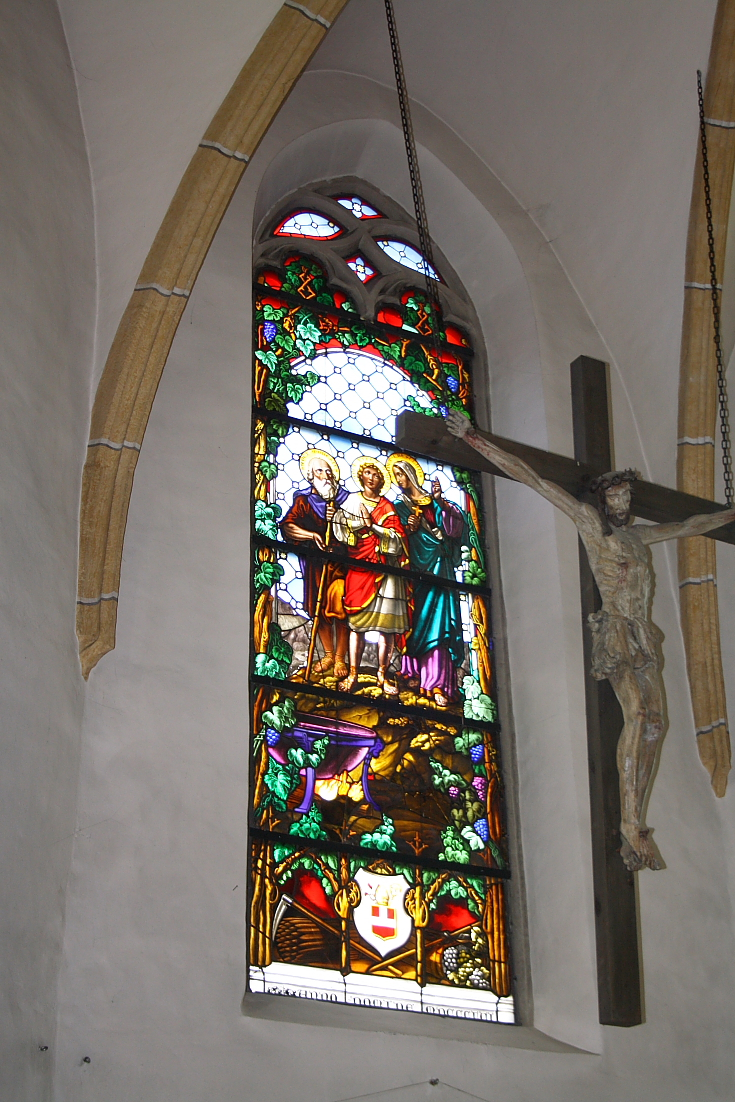
Glasgemälde in der Pfarrkirche Kritzendorf (1856)

- Motiv aus Hallstatt (Privatbesitz), 1840, Öl auf Holz, 47 × 37,8 cm
- 3 Glasgemälde nach Ludwig Schnorr von Carolsfeld (Wien, Landhauskapelle), 1846
- Glasgemälde (Klosterneuburg, Pfarrkirche Kritzendorf), 1856
- Glasgemälde (Wien, Schottenfelder Pfarrkirche St. Laurenz), 1856
- Glasgemälde (Wien, Stephansdom), 1858–1879
- Glasgemälde im Gemeinderatssitzungssaal des Alten Rathauses, in der Malteserkirche, Altlerchenfelder Pfarrkirche, Deutschordenskirche und Lazaristenkirche in Wien, sowie in der Rotunde (zerstört)
- Glasgemälde in der Weilburg, Baden bei Wien
- Glasgemälde im Dom in Kaschau
- Glasgemälde für die Krönungskapelle Bratislava
- Glasgemälde in Esztergom
- Glasgemälde für den Altar der Wiener Landhauskapelle